# Can Marull
Can Marull és una obra eclèctica de Torroella de Montgrí (Baix Empordà) inclosa a l'Inventari del Patrimoni Arquitectònic de Catalunya.

## Descripció
Gran casal de planta quadrangular envoltat de jardí i format per planta baixa i dos pisos, amb terrat. S'hi accedeix per una escala amb escultures de terracota d'inspiració clàssica. Les obertures de l'edifici són rectangulars, amb emmarcament simple. Al primer pis hi ha un balcó corregut que ocupa tres de les façanes.

## Història
La zona on està situat el casal va ser començada a urbanitzar en el segle xix. Segurament fou construït a finals d'aquest segle o a principis del segle xx.